# Jackie Robinson
Jackie Robinson (31. januar 1919 – 24. oktober 1972) var den første afroamerikanske baseballspiller, der i moderne tid skrev kontrakt med et hold i Major League Baseball i 1947. Han brød dermed den såkaldte "farvebarriere" og blev et ikon for borgerrettighedsbevægelsen.
Jackie Robinson vandt den første udgave af Rookie of the Year-prisen som den bedste debutant i Major League. De følgende år etablerede han sig som en exceptionelt sikker batter med et uforligneligt øje for strikezonen, og samtidig var han blandt sin generations bedste til at løbe på baserne. I 1949 gjorde han sig fortjent til MVP-prisen som ligaens bedste spiller. Efter at have trukket sig tilbage fra sporten blev han i 1962 valgt ind i Baseball Hall of Fame.
For at ære Jackies minde blev alle MLB-klubber enige om at trække hans uniformsnummer, nr. 42, tilbage. Han er den eneste spiller, der har opnået den hædersbevisning.

## Livshistorie

### Unge år
Jackie Robinson var allerede fra en ung alder en iøjnefaldende atlet. På University of California var han en stjernespiller inden for fire forskellige sportsgrene. Efter universitetet meldte han sig til hæren under 2. verdenskrig. Han måtte kæmpe hårdt med den udbredte raceadskillelse, og da han en dag nægtede at sætte sig ind bagerst i en bus, blev han stillet for en krigsret. Her blev han imidlertid frifundet, og i 1944 begyndte han at spille baseball for Kansas City Monarchs, et hold i den daværende Negro American League, der – som navnet antyder – var forbeholdt sorte.

### Farvebarrieren brydes
Mens Jackie spillede for Monarchs, blev han opdaget af Branch Rickey, som var ejeren af Major League-holdet Brooklyn Dodgers. Rickey havde den hemmelige plan, at han ville skrive kontrakt med de bedste spillere i Negro League, selvom alle forsøg på noget sådant hidtil (og ganske uofficielt) var blevet forpurret af enten ligaen eller modstanderhold. I 1946 kunne alle landets avisoverskrifter endelig berette, at Jackie Robinson var blevet købt af Dodgers.
Efter at have tilbragt et år med Montreal Royals, Dodgers' datterorganisation i minor leagues, fik Jackie sin Major League-debut d. 15. april 1947. Han blev dermed den første sorte spiller i de bedste rækker i moderne tid. Afroamerikaneren Moses Fleetwood Walker havde 60 år tidligere spillet nogle år i den nu hedengange American Association, men det var før, raceadskillelse blev almindelig praksis inden for baseball. På trods af konstante racistiske udråb fra tilskuere og modstandere sluttede Jackie Robinson sin første sæson med en batting average på 0,297 og 29 stolen bases, hvilket var flest i ligaen. Han førte sit hold til ligamesterskabet i 1947 og 1949, hvor han endvidere blev valgt som ligaens bedste spiller. I 1955 spillede han en vigtig rolle i Brooklyn Dodgers' første og eneste World Series-sejr over New York Yankees.
Efter 1956-sæsonen blev Jackie Robinson solgt til New York Giants, men han valgte at trække sig tilbage efter kun 10 år i MLB (hans sene debut som 28-årig var naturligvis en af grundene til dette).
Jackie Robinsons totale batting average er på hele 0,311, og han endte med at have fået væsentligt flere walks end strikeouts. Han spillede flest kampe som 2. basemand, men han var også ekstremt talentfuld på 1. og 3. base. Hans hurtighed og overlegne spilmæssige intelligens vandt stor anerkendelse, og han er stadig indehaver af rekorden for at have stjålet 4. base (home plate) flest gange (19) i sin karriere.

### Efter karrieren
Han blev valgt ind i Baseball Hall of Fame i 1962, hans første år som kandidat. Imidlertid gik hans største ønske aldrig i opfyldelse: at blive hyret som træner for et baseballhold. I stedet brugte han en del af sin tid på politik og kampen for lige borgerrettigheder. I 1972 hyldede Dodgers Jackie ved at trække trøjenummer 42 tilbage. Få måneder senere døde Jackie Robinson af diabetes.
I 1997, 50 år efter hans debut, blev alle Major League-hold enige om at trække Jackies trøjenummer tilbage. I 1999 blev han af The Sporting News placeret som nr. 44 på en liste over de 100 bedste baseballspillere gennem tiderne. I 2003 tildelte den amerikanske kongres ham the Congressional Gold Medal, kongressens mest prominente pris.